# ماوريسيو مونتيس
ماوريسيو مونتيس (بالإسبانية: Mauricio Montes)‏ (22 يونيو 1982 بليما في بيرو - ) هو لاعب كرة قدم بيروفي في مركز الهجوم. لعب مع أليانزا ليما وخوان أوريتش وسيينسيانو وAtlético Universidad ‏ وBella Esperanza ‏ وCusco FC ‏ وClub Deportivo Universidad de San Martín de Porres ‏ وسيزار فاليجو ‏.

## وصلات خارجية
- ماوريسيو مونتيس على موقع قاعدة بيانات كرة القدم.إي يو (الإنجليزية)
- ماوريسيو مونتيس على موقع Soccerway.com (الإنجليزية)